# Перехрещений хрест
Перехрещений або німецький хрест — хрест, створений множенням латинського хреста.

## Використання

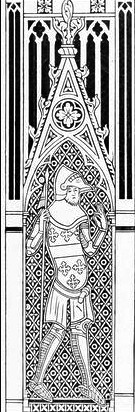
Томас де Бошам, XI. Граф Уорвік, XIV століття

Повторення форми хреста — це старий мотив, який можна знайти ще в дохристиянські часи. У християнському контексті це, ймовірно, символ п'яти стигматів Христа, гностики використовують його як символ чотиристоронньої таємниці.
Його можна сплутати з готичним хрестом із милицями, простим грецьким хрестом з двома вушками на кожному рамені.

Мертесгайм, Рейнланд-Пфальц
Нойфарн-бай-Фрайзінг, Баварія
Сер-Тренделаг, Норвегія
Ліпері, Фінляндія
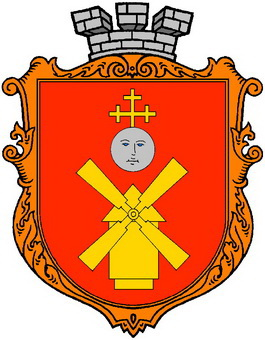
Іваничі, Україна
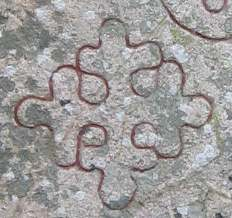
Рунний камінь, ХІ століття, Швеція
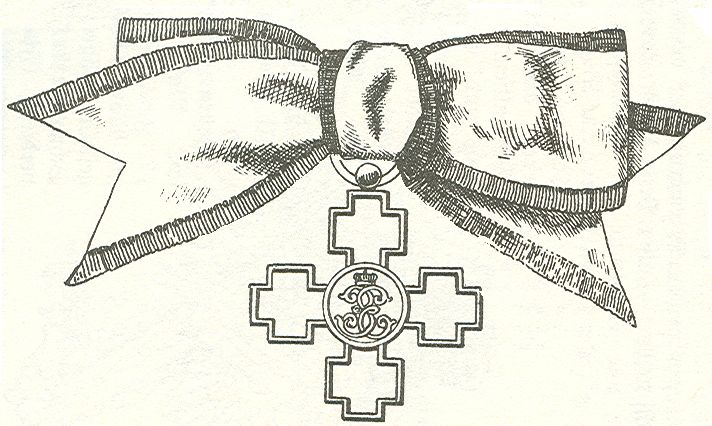
Пам'ятний хрест «Єлизавета» (Румунія)

## Веб-посилання
- Написи на кам'яних хрестах і хрестах, suehnekreuz.de